# Discographie de Lara Fabian
La discographie de la chanteuse Lara Fabian comprend une quinzaine d'albums studio, quatre albums enregistrés en public et deux compilations.
Révélée en 1988 avec le titre Croire, pour lequel elle représente le Luxembourg à l'Eurovision, elle connaît le succès au Québec dès le début des années 1990, notamment grâce à sa reprise de Je suis malade. En 1997, l'album Pure lui permet de triompher dans toute la francophonie (plus de deux millions de ventes), grâce aux titres Tout, Je t'aime, Humana, Si tu m'aimes et La Différence. 
Deux ans plus tard, elle souhaite entamer une carrière internationale et enregistre un premier album en anglais, duquel est extrait le single I Will Love Again, qui se classe dans plusieurs pays.

Le succès international n'étant pas celui escompté (malgré deux millions d'albums vendus), elle revient sur la scène francophone en 2001 avec l'album Nue, qui comprend les titres J'y crois encore, Immortelle et Tu es mon autre (en duo avec Maurane).

Dès lors, elle privilégie les disques en français, tout en continuant de sortir occasionnellement quelques albums en anglais.

## Albums

### Albums studio

#### Albums francophones
| Année | Album                    | Classements | Classements | Classements | Classements | Classements | Classements | Classements | Classements | Classements | Classements | Classements | Classements | Classements | Classements | Classements | Classements | Certifications                          | Ventes mondiales |
| Année | Album                    | É-U         | CAN         | R-U         | FRA         | BE/W        | BE/F        | SUI         | P-B         | ALL         | AUT         | ITA         | ESP         | SUE         | FIN         | AUS         | N-Z         | Certifications                          | Ventes mondiales |
| ----- | ------------------------ | ----------- | ----------- | ----------- | ----------- | ----------- | ----------- | ----------- | ----------- | ----------- | ----------- | ----------- | ----------- | ----------- | ----------- | ----------- | ----------- | --------------------------------------- | ---------------- |
| 1991  | Lara Fabian              | -           | -           | -           | -           | -           | -           | -           | -           | -           | -           | -           | -           | -           | -           | -           | -           |                                         | 100 000          |
| 1994  | Carpe diem               | -           | -           | -           | 4           | 16          | -           | -           | -           | -           | -           | -           | -           | -           | -           | -           | -           | : 2x Platine                            | 800 000          |
| 1997  | Pure                     | -           | 13          | -           | 3           | 3           | -           | -           | -           | -           | -           | -           | -           | -           | -           | -           | -           | : Platine : Diamant : Platine : Platine | 2 000 000        |
| 2001  | Nue                      | -           | -           | -           | 2           | 1           | -           | 10          | -           | -           | -           | -           | -           | -           | -           | -           | -           | : 2x Platine : Or : Or                  | 800 000          |
| 2005  | 9                        | -           | -           | -           | 3           | 2           | 67          | 32          | -           | -           | -           | -           | -           | -           | -           | -           | -           | : Platine : Platine                     | 250 000          |
| 2009  | Toutes les femmes en moi | -           | 25          | -           | 3           | 1           | 60          | 41          | -           | -           | -           | -           | -           | -           | -           | -           | -           | : Or                                    | 100 000          |
| 2010  | Mademoiselle Zhivago     | -           | -           | -           | -           | 2           | -           | -           | -           | -           | -           | -           | -           | -           | -           | -           | -           | : Or                                    |                  |
| 2013  | Le Secret                | -           | -           | -           | 1           | 1           | 37          | 16          | -           | -           | -           | -           | -           | -           | -           | -           | -           | : Or : Or                               | 70 000           |
| 2015  | Ma vie dans la tienne    | -           | -           | -           | 4           | 3           | 44          | 14          | -           | -           | -           | -           | -           | -           | -           | -           | -           | : Platine : Or                          | 100 000          |
| 2019  | Papillon                 | -           | 20          | -           | 12          | 2           | 56          | 58          | -           | -           | -           | -           | -           | -           | -           | -           | -           |                                         | 40 000           |
| 2024  | Je suis là               | -           | -           | -           | 10          | 4           | -           | 66          | -           | -           | -           | -           | -           | -           | -           | -           | -           |                                         |                  |

#### Albums anglophones
| Année | Album             | Classements | Classements | Classements | Classements | Classements | Classements | Classements | Classements | Classements | Classements | Classements | Classements | Classements | Classements | Classements | Classements | Certifications                     | Ventes mondiales |
| Année | Album             | É-U         | CAN         | R-U         | FRA         | BE/W        | BE/F        | SUI         | P-B         | ALL         | AUT         | ITA         | ESP         | SUE         | FIN         | AUS         | N-Z         | Certifications                     | Ventes mondiales |
| ----- | ----------------- | ----------- | ----------- | ----------- | ----------- | ----------- | ----------- | ----------- | ----------- | ----------- | ----------- | ----------- | ----------- | ----------- | ----------- | ----------- | ----------- | ---------------------------------- | ---------------- |
| 1999  | Lara Fabian       | 85          | -           | -           | 1           | 2           | 11          | 14          | 44          | 26          | 24          | -           | -           | 38          | 4           | -           | 34          | : Or : Platine : Platine : Or : Or | 2 000 000        |
| 2004  | A Wonderful Life  | -           | -           | -           | 8           | 4           | 54          | 18          | 68          | 80          | 24          | -           | -           | -           | 36          | -           | -           |                                    | 150 000          |
| 2009  | Every woman in me | -           | -           | -           | -           | -           | -           | -           | -           | -           | -           | -           | -           | -           | -           | -           | -           |                                    |                  |
| 2017  | Camouflage        | -           | -           | -           | 17          | 4           | 57          | 27          | 174         | -           | -           | -           | -           | -           | -           | -           | -           |                                    | 30 000           |

### Albums Live
| Année | Album              | Classements | Classements | Classements | Classements | Classements | Classements | Classements | Classements | Classements | Classements | Classements | Classements | Classements | Classements | Classements | Classements | Certifications      | Ventes mondiales |
| Année | Album              | É-U         | CAN         | R-U         | FRA         | BE/W        | BE/F        | SUI         | P-B         | ALL         | AUT         | ITA         | ESP         | SUE         | FIN         | AUS         | N-Z         | Certifications      | Ventes mondiales |
| ----- | ------------------ | ----------- | ----------- | ----------- | ----------- | ----------- | ----------- | ----------- | ----------- | ----------- | ----------- | ----------- | ----------- | ----------- | ----------- | ----------- | ----------- | ------------------- | ---------------- |
| 1999  | Live 99            | -           | -           | -           | 1           | 1           | -           | -           | -           | -           | -           | -           | -           | -           | -           | -           | -           | : Platine : Platine | 450 000          |
| 2002  | Live 2002          | -           | -           | -           | 10          | 9           | -           | 61          | -           | -           | -           | -           | -           | -           | -           | -           | -           | : 2x Or             | 200 000          |
| 2003  | En toute intimité  | -           | -           | -           | 6           | 1           | -           | 31          | -           | -           | -           | -           | -           | -           | -           | -           | -           | : Platine           | 400 000          |
| 2006  | Un regard 9 - Live | -           | -           | -           | 7           | 3           | -           | 41          | -           | -           | -           | -           | -           | -           | -           | -           | -           |                     | 70 000           |

### Compilations
| Année | Album               | Classements | Classements | Classements | Classements | Classements | Classements | Classements | Classements | Classements | Classements | Classements | Classements | Classements | Classements | Classements | Classements | Certifications | Ventes mondiales |
| Année | Album               | É-U         | CAN         | R-U         | FRA         | BE/W        | BE/F        | SUI         | P-B         | ALL         | AUT         | ITA         | ESP         | SUE         | FIN         | AUS         | N-Z         | Certifications | Ventes mondiales |
| ----- | ------------------- | ----------- | ----------- | ----------- | ----------- | ----------- | ----------- | ----------- | ----------- | ----------- | ----------- | ----------- | ----------- | ----------- | ----------- | ----------- | ----------- | -------------- | ---------------- |
| 2010  | Best of Lara Fabian | -           | -           | -           | 1           | 1           | 96          | 97          | -           | -           | -           | -           | -           | -           | -           | -           | -           | : Platine      |                  |
| 2015  | Essential           | -           | -           | -           | -           | -           | -           | -           | -           | -           | -           | 49          | -           | -           | -           | -           | -           |                |                  |

## Singles

### Années 1980-1990
| Année | Single                                     | Classements | Classements | Classements | Classements | Classements | Classements | Classements | Classements | Classements | Classements | Classements | Classements | Classements | Classements | Classements | Classements | Album       |
| Année | Single                                     | É-U         | CAN         | R-U         | FRA         | BE/W        | BE/F        | SUI         | P-B         | ALL         | AUT         | ITA         | ESP         | SUE         | FIN         | AUS         | N-Z         | Album       |
| ----- | ------------------------------------------ | ----------- | ----------- | ----------- | ----------- | ----------- | ----------- | ----------- | ----------- | ----------- | ----------- | ----------- | ----------- | ----------- | ----------- | ----------- | ----------- | ----------- |
| 1986  | L'Aziza est en pleurs                      | -           | -           | -           | -           | -           | -           | -           | -           | -           | -           | -           | -           | -           | -           | -           | -           |             |
| 1986  | Il y avait                                 | -           | -           | -           | -           | -           | -           | -           | -           | -           | -           | -           | -           | -           | -           | -           | -           |             |
| 1988  | Croire                                     | -           | -           | -           | -           | -           | -           | -           | -           | -           | -           | -           | -           | -           | -           | -           | -           | Lara Fabian |
| 1989  | Je sais                                    | -           | -           | -           | -           | -           | -           | -           | -           | -           | -           | -           | -           | -           | -           | -           | -           | Lara Fabian |
| 1990  | L'amour voyage (avec Franck Olivier)       | -           | -           | -           | -           | -           | -           | -           | -           | -           | -           | -           | -           | -           | -           | -           | -           | Lara Fabian |
| 1991  | Qui pense à l'amour                        | -           | -           | -           | -           | -           | -           | -           | -           | -           | -           | -           | -           | -           | -           | -           | -           | Lara Fabian |
| 1991  | Je m'arrêterai pas de t'aimer              | -           | -           | -           | -           | -           | -           | -           | -           | -           | -           | -           | -           | -           | -           | -           | -           | Lara Fabian |
| 1994  | Je suis malade                             | -           | -           | -           | -           | -           | -           | -           | -           | -           | -           | -           | -           | -           | -           | -           | -           | Carpe diem  |
| 1994  | Tu t'en vas                                | -           | -           | -           | -           | -           | -           | -           | -           | -           | -           | -           | -           | -           | -           | -           | -           | Carpe diem  |
| 1994  | Si tu m'aimes                              | -           | -           | -           | -           | -           | -           | -           | -           | -           | -           | -           | -           | -           | -           | -           | -           | Carpe diem  |
| 1994  | Leïla                                      | -           | -           | -           | -           | -           | -           | -           | -           | -           | -           | -           | -           | -           | -           | -           | -           | Carpe diem  |
| 1997  | Tout                                       | -           | -           | -           | 4           | 2           | -           | -           | -           | -           | -           | -           | -           | -           | -           | -           | -           | Pure        |
| 1997  | Je t'aime                                  | -           | -           | -           | 6           | 6           | -           | -           | -           | -           | -           | -           | -           | -           | -           | -           | -           | Pure        |
| 1998  | Humana                                     | -           | -           | -           | 15          | 21          | -           | -           | -           | -           | -           | -           | -           | -           | -           | -           | -           | Pure        |
| 1998  | Si tu m'aimes (nouvelle version)           | -           | -           | -           | 5           | 3           | -           | -           | -           | -           | -           | -           | -           | -           | -           | -           | -           | Pure        |
| 1999  | La Différence                              | -           | -           | -           | 10          | 11          | -           | -           | -           | -           | -           | -           | -           | -           | -           | -           | -           | Pure        |
| 1999  | Requiem pour un fou (avec Johnny Hallyday) | -           | -           | -           | 8           | 11          | -           | -           | -           | -           | -           | -           | -           | -           | -           | -           | -           | Live 99     |
| 1999  | Adagio                                     | -           | -           | -           | 5           | 3           | 29          | -           | 66          | -           | -           | -           | -           | -           | -           | -           | -           | Lara Fabian |

### Années 2000
| Année | Single                                | Classements | Classements | Classements | Classements | Classements | Classements | Classements | Classements | Classements | Classements | Classements | Classements | Classements | Classements | Classements | Classements | Album                    |
| Année | Single                                | É-U         | CAN         | R-U         | FRA         | BE/W        | BE/F        | SUI         | P-B         | ALL         | AUT         | ITA         | ESP         | SUE         | FIN         | AUS         | N-Z         | Album                    |
| ----- | ------------------------------------- | ----------- | ----------- | ----------- | ----------- | ----------- | ----------- | ----------- | ----------- | ----------- | ----------- | ----------- | ----------- | ----------- | ----------- | ----------- | ----------- | ------------------------ |
| 2000  | I will love again                     | 32          | 19          | 63          | 16          | 5           | -           | 14          | -           | 25          | 16          | -           | 6           | 31          | -           | 31          | 8           | Lara Fabian              |
| 2000  | I am who I am                         | -           | -           | -           | 67          | -           | -           | 64          | -           | 70          | -           | -           | -           | -           | -           | -           | -           | Lara Fabian              |
| 2001  | Love by Grace                         | -           | -           | -           | -           | -           | -           | 64          | -           | 85          | -           | -           | -           | 59          | -           | -           | -           | Lara Fabian              |
| 2001  | J'y crois encore                      | -           | -           | -           | 17          | 8           | -           | -           | -           | -           | -           | -           | -           | -           | -           | -           | -           | Nue                      |
| 2002  | Immortelle                            | -           | -           | -           | 10          | 4           | -           | -           | -           | -           | -           | -           | -           | -           | -           | -           | -           | Nue                      |
| 2002  | Aimer déjà                            | -           | -           | -           | 32          | 23          | -           | -           | -           | -           | -           | -           | -           | -           | -           | -           | -           | Nue                      |
| 2002  | Tu es mon autre (avec Maurane)        | -           | -           | -           | 5           | 2           | -           | 23          | -           | -           | -           | -           | -           | -           | -           | -           | -           | Nue                      |
| 2003  | Bambina (avec Jean-Félix Lalanne)     | -           | -           | -           | 31          | 13          | -           | -           | -           | -           | -           | -           | -           | -           | -           | -           | -           | En toute intimité        |
| 2004  | The last goodbye                      | -           | -           | -           | -           | -           | -           | -           | -           | -           | -           | -           | -           | -           | -           | -           | -           | A Wonderful Life         |
| 2004  | No big deal                           | -           | -           | -           | -           | -           | -           | -           | -           | -           | -           | -           | -           | -           | -           | -           | -           | A Wonderful Life         |
| 2005  | La lettre                             | -           | -           | -           | 11          | 11          | -           | 62          | -           | -           | -           | -           | -           | -           | -           | -           | -           | 9                        |
| 2005  | Ne lui parlez plus d'elle             | -           | -           | -           | -           | -           | -           | -           | -           | -           | -           | -           | -           | -           | -           | -           | -           | 9                        |
| 2005  | Un Ave Maria                          | -           | -           | -           | -           | -           | -           | -           | -           | -           | -           | -           | -           | -           | -           | -           | -           | 9                        |
| 2006  | L'homme qui n'avait pas de maison     | -           | -           | -           | 26          | -           | -           | -           | -           | -           | -           | -           | -           | -           | -           | -           | -           | 9                        |
| 2006  | Aime                                  | -           | -           | -           | 26          | 9           | -           | -           | -           | -           | -           | -           | -           | -           | -           | -           | -           | Un regard 9              |
| 2007  | Un cuore malote (avec Gigi D'Alessio) | -           | -           | -           | 16          | 6           | -           | -           | -           | -           | -           | -           | -           | -           | -           | -           | -           |                          |
| 2009  | Soleil, soleil                        | -           | -           | -           | -           | 39          | -           | -           | -           | -           | -           | -           | -           | -           | -           | -           | -           | Toutes les femmes en moi |
| 2009  | Toutes les femmes en moi              | -           | -           | -           | -           | -           | -           | -           | -           | -           | -           | -           | -           | -           | -           | -           | -           | Toutes les femmes en moi |
| 2009  | Amoureuse                             | -           | -           | -           | -           | -           | -           | -           | -           | -           | -           | -           | -           | -           | -           | -           | -           | Toutes les femmes en moi |

### Années 2010
| Année | Single                                      | Classements | Classements | Classements | Classements | Classements | Classements | Classements | Classements | Classements | Classements | Classements | Classements | Classements | Classements | Classements | Classements | Album                 |
| Année | Single                                      | É-U         | CAN         | R-U         | FRA         | BE/W        | BE/F        | SUI         | P-B         | ALL         | AUT         | ITA         | ESP         | SUE         | FIN         | AUS         | N-Z         | Album                 |
| ----- | ------------------------------------------- | ----------- | ----------- | ----------- | ----------- | ----------- | ----------- | ----------- | ----------- | ----------- | ----------- | ----------- | ----------- | ----------- | ----------- | ----------- | ----------- | --------------------- |
| 2010  | On s'aimerait tout bas                      | -           | -           | -           | -           | 19          | -           | -           | -           | -           | -           | -           | -           | -           | -           | -           | -           | Best of Lara Fabian   |
| 2012  | Je t'aime encore                            | -           | -           | -           | -           | -           | -           | -           | -           | -           | -           | -           | -           | -           | -           | -           | -           | Mademoiselle Zhivago  |
| 2012  | Deux ils, deux elles                        | -           | -           | -           | 88          | -           | -           | -           | -           | -           | -           | -           | -           | -           | -           | -           | -           | Le Secret             |
| 2012  | Danse                                       | -           | -           | -           | -           | -           | -           | -           | -           | -           | -           | -           | -           | -           | -           | -           | -           | Le Secret             |
| 2014  | La vie est là                               | -           | -           | -           | -           | -           | -           | -           | -           | -           | -           | -           | -           | -           | -           | -           | -           | Le Secret             |
| 2014  | Make me yours tonight (avec Mustafa Ceceli) | -           | -           | -           | 151         | -           | -           | -           | -           | -           | -           | -           | -           | -           | -           | -           | -           |                       |
| 2015  | Quand je ne chante pas                      | -           | -           | -           | 44          | 22          | -           | -           | -           | -           | -           | -           | -           | -           | -           | -           | -           | Ma vie dans la tienne |
| 2015  | Ma vie dans la tienne                       | -           | -           | -           | 102         | 32          | -           | -           | -           | -           | -           | -           | -           | -           | -           | -           | -           | Ma vie dans la tienne |
| 2016  | L'oubli                                     | -           | -           | -           | -           | -           | -           | -           | -           | -           | -           | -           | -           | -           | -           | -           | -           | Ma vie dans la tienne |
| 2016  | Ton désir                                   | -           | -           | -           | -           | -           | -           | -           | -           | -           | -           | -           | -           | -           | -           | -           | -           | Ma vie dans la tienne |
| 2016  | Razorblade (avec Natalia)                   | -           | -           | -           | 131         | -           | -           | -           | -           | -           | -           | -           | -           | -           | -           | -           | -           |                       |
| 2017  | Growing Wings                               | -           | -           | -           | 36          | -           | -           | -           | -           | -           | -           | -           | -           | -           | -           | -           | -           | Camouflage            |
| 2017  | Choose what you love most (let it kill you) | -           | -           | -           | 86          | -           | -           | -           | -           | -           | -           | -           | -           | -           | -           | -           | -           | Camouflage            |
| 2018  | Chameleon                                   | -           | -           | -           | 120         | -           | -           | -           | -           | -           | -           | -           | -           | -           | -           | -           | -           | Camouflage            |
| 2018  | Papillon                                    | -           | -           | -           | 33          | -           | -           | -           | -           | -           | -           | -           | -           | -           | -           | -           | -           | Papillon              |
| 2018  | Je suis à toi                               | -           | -           | -           | 88          | -           | -           | -           | -           | -           | -           | -           | -           | -           | -           | -           | -           | Papillon              |
| 2019  | Par amour                                   | -           | -           | -           | 109         | -           | -           | -           | -           | -           | -           | -           | -           | -           | -           | -           | -           | Papillon              |

### Années 2020
| Année | Single                 | Classements | Classements | Classements | Classements | Classements | Classements | Classements | Classements | Classements | Classements | Classements | Classements | Classements | Classements | Classements | Classements | Album      |
| Année | Single                 | É-U         | CAN         | R-U         | FRA         | BE/W        | BE/F        | SUI         | P-B         | ALL         | AUT         | ITA         | ESP         | SUE         | FIN         | AUS         | N-Z         | Album      |
| ----- | ---------------------- | ----------- | ----------- | ----------- | ----------- | ----------- | ----------- | ----------- | ----------- | ----------- | ----------- | ----------- | ----------- | ----------- | ----------- | ----------- | ----------- | ---------- |
| 2020  | Nos cœurs à la fenêtre | -           | -           | -           | 44          | 16          | -           | -           | -           | -           | -           | -           | -           | -           | -           | -           | -           |            |
| 2024  | Ta peine               | -           | -           | -           | -           | 28          | -           | -           | -           | -           | -           | -           | -           | -           | -           | -           | -           | Je suis là |
| 2024  | Je t'ai cherché        | -           | -           | -           | -           | -           | -           | -           | -           | -           | -           | -           | -           | -           | -           | -           | -           | Je suis là |

## Participations
- 1997 : Flesh and bone de Richard Marx pour Surrender to me en duo
- 2000 : Songs from Dawson's Creek, Vol. 2 pour la chanson Givin' Up on You
- 2001 : 2 de Florent Pagny pour Et maintenant en duo
- 2003 : Quand l'humain danse de Maurane pour Mais La Vie… en duo
- 2005 : Amore Musica de Russell Watson pour The Alchemist en duo
- 2006 : Made in Italy de Gigi D'Alessio pour Un cuore malato en duo

## Bandes originales de films
- 1992 : Bande originale du film La Neige et le Feu (chanson Laisse-moi rêver)
- 1996 : Bande originale du film d'animation Le Bossu de Notre-Dame (version québécoise)
- 2001 : Bande originale du film A.I. Intelligence artificielle (chanson For Always en solo et en duo avec Josh Groban)
- 2002 : Bande originale du film d'animation Final Fantasy : Les Créatures de l'esprit (chanson générique The dream within et solos vocaux sur thème du film)
- 2004 : Bande originale du film musical De-Lovely (chanson So in love en duo avec Mario Frangoulis)